# Keezhkulam
Keezhkulam es una ciudad y nagar Panchayat situada en el distrito de Kanyakumari en el estado de Tamil Nadu (India). Su población es de 17327 habitantes (2011). Se encuentra a 58 km de Thiruvananthapuram y a 74 km de Tirunelveli. 

## Demografía
Según el censo de 2011 la población de Keezhkulam era de 17327 habitantes, de los cuales 8580 eran hombres y 8747 eran mujeres. Keezhkulam tiene una tasa media de alfabetización del 91,21%, superior a la media estatal del 80,09%: la alfabetización masculina es del 93,47%, y la alfabetización femenina del 89,02%.